# Мелень (річка)
Мелень, Мельня — річка в Україні, у Конотопському та Коропському районах Сумської й Чернігівської областей. Права притока Сейму (басейн Дніпра).

## Опис
Довжина річки приблизно 15,2 км. У верхній частині пересихає.

## Розташування
Бере початок на південному заході від Алтинівки. Тече переважно на південний захід через Мельню і впадає у річку Сейм, ліву притоку Десни.
Населені пункти вздовж берегової смуги: Мар'янівка.
Річку перетинає євроавтомобільний шлях E101М02